# Orto botanico di Padova
De Orto Botanico di Padova in Padua (Italië) is een botanische tuin verbonden aan de Università degli studi di Padova en heeft een oppervlakte van circa 22.000 m². De tuin staat bekend om zijn speciale collecties en zijn historische design en is de oudste aan een universiteit gelieerde botanische tuin die nog steeds op zijn oorspronkelijke locatie gehuisvest is.
De botanische tuin is aangesloten bij Botanic Gardens Conservation International, een non-profitorganisatie die botanische tuinen samen wil brengen in een wereldwijd samenwerkend netwerk om te komen tot het behoud van de biodiversiteit van planten.

## Geschiedenis

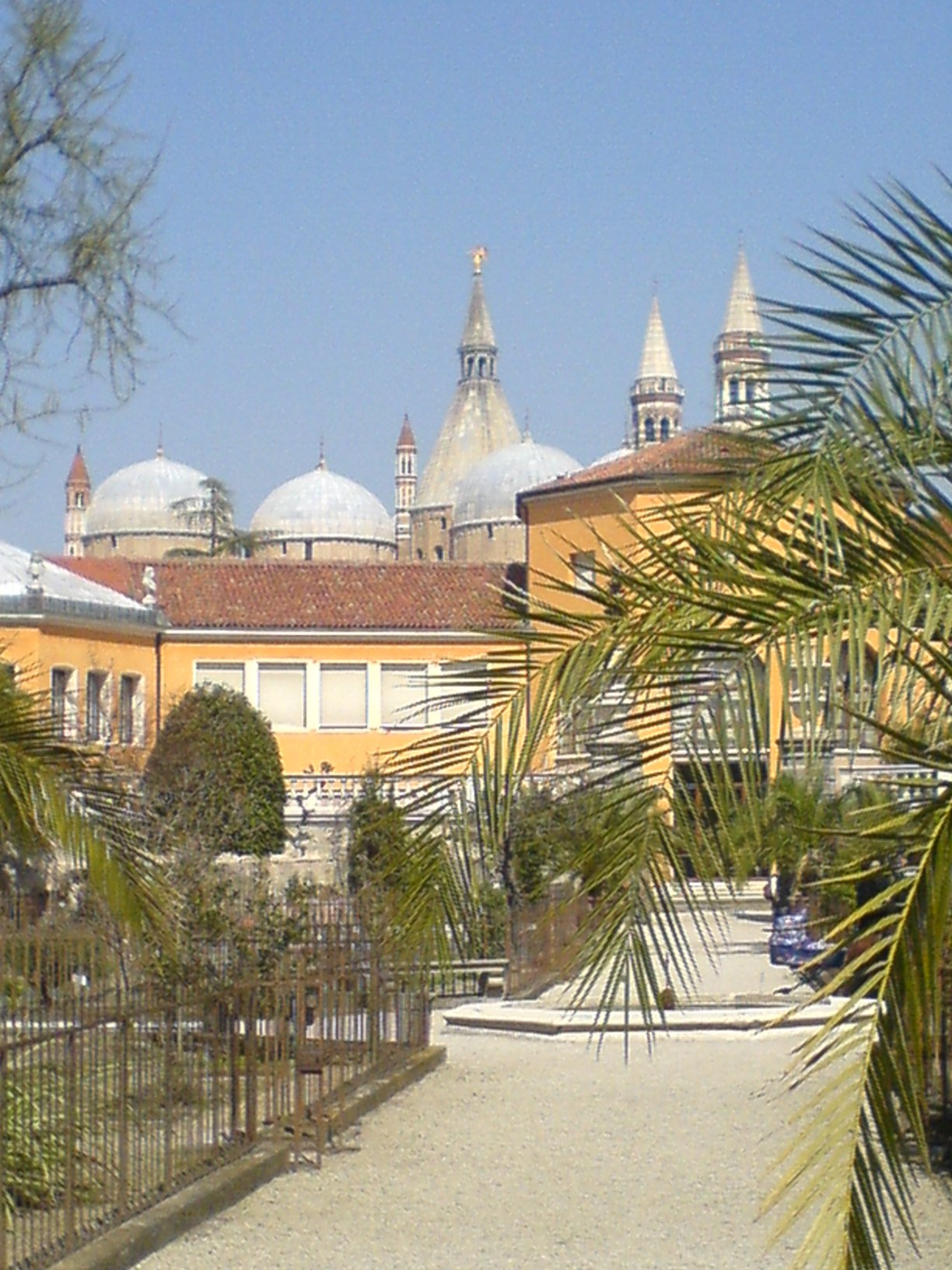
De botanische tuin met op de achtergrond de Basilica di Sant'Antonio

De botanische tuin werd opgericht na overleg daarover in de senaat van de Republiek Venetië, en was bedoeld voor de teelt van medicinale planten, de zogenaamde 'semplici' (planten die zonder verdere bewerking, en zonder ze te mengen met andere stoffen, als geneesmiddel werden toegediend). Een tweede doel was om studenten te leren om de echte medicinale planten te onderscheiden van planten die erop leken.
Een cirkelvormige, stenen omheining werd gebouwd om de tuin te beschermen tegen de veelvoorkomende nachtelijke diefstallen die plaatsvonden ondanks de zware straffen (geldboetes, gevangenisstraffen, verbanningen). De tuin werd geregeld verrijkt met planten van over de hele wereld, voornamelijk van de landen die handel dreven met Venetië. Hierdoor had Padua een leidende rol in de introductie en studie van vele exotische planten. Een herbarium, bibliotheek en laboratoria werden in de loop van de tijd aan de tuin toegevoegd.

Heden ten dage wordt er lesgegeven en tevens wetenschappelijk onderzoek uitgevoerd in de botanische tuin. Ook draagt de tuin zorg voor het behoud van zeldzame soorten. In 1997 werd de tuin door de UNESCO opgenomen op de lijst van werelderfgoed op de volgende gronden:
"De Orto Botanico di Padova is de moeder aller botanische tuinen in de wereld en staat voor de geboorte van de wetenschap, van wetenschappelijke uitwisseling, en het begrijpen van de relatie tussen natuur en cultuur. De tuin heeft een belangrijke bijdrage geleverd aan de ontwikkeling van veel moderne takken van wetenschap, met name botanie, geneeskunde, chemie, ecologie en farmacologie.

## Architectuur
Het ontwerp van de botanische tuin wordt algemeen toegeschreven aan Andrea Moroni die een aantal van de belangrijkste publieke monumenten in Padua creëerde, waaronder de Basilica di Santa Giustina op het Prato della Valle, het stadhuis en de universiteit in de eerste helft van de zestiende eeuw. De echte architect was echter Daniele Barbaro, een zeer geleerde Venetiaanse edelman, en vertaler van Vitruvius' De Architectura. Hij volgde het voorbeeld van de middeleeuwse 'Horti Conclusi' (ommuurde tuinen). Hij benadrukte de architectuur met een perfect patroon van een vierkant in een cirkel, in vieren gedeeld door twee paden, gericht op de vier hoofdwindstreken. De tuin werd in 1545 ingewijd en het daaropvolgende jaar gebruikt als een onderwijsfaciliteit door de universiteit van Padua.
De huidige inrichting van de botanische tuin gaat terug naar de zeventiende en achttiende eeuw. Aan het einde van de zestiende eeuw werd de tuin verrijkt met een aantal fonteinen die worden gevoed door een wielvormige hydrofoorinstallatie om een goede irrigatie te verzekeren. In 1704 werden vier poorten aangelegd met grote roodstenen acroterions versierd met planten gesmeed uit ijzer. Gedurende de eerste helft van de achttiende eeuw werd de muur aan de buitenzijde verder verfijnd met een balustrade gemaakt van steen uit Istrië.waarop vazen en portretten van bekende personen werden geplaatst. Een standbeeld van Theophrastus werd naast de zuidelijke poort gebouwd en tevens werd een standbeeld van Salomo ontworpen door Antonio Bonazza en bij de oostelijke poort geplaatst. De fontein der vier seizoenen werd versierd met achttiende-eeuwse portretten van marmer uit Carrara. In de eerste helft van de negentiende eeuw werden broeikassen en een botanisch theater aangelegd en werden portretten van prominente botanici als Carl Linnaeus op de kroonlijst geplaatst. Een van de broeikassen bevat nog steeds historische bogen en kleine, gietijzeren zuilen.
In de tuin bevinden zich ook drie zonnewijzers: een kubische, een cirkelvormige en een cilindrische. In de tuin zijn er vier hellingen die zijn verdeeld in bloembedden. In het midden van de tuin bevindt zich een vijver met water voor de waterplanten die wordt gevoed door een continue warmwaterstraal die ontspringt uit een waterbevattende formatie van aarde die driehonderd meter onder de grond zit.

## Planten

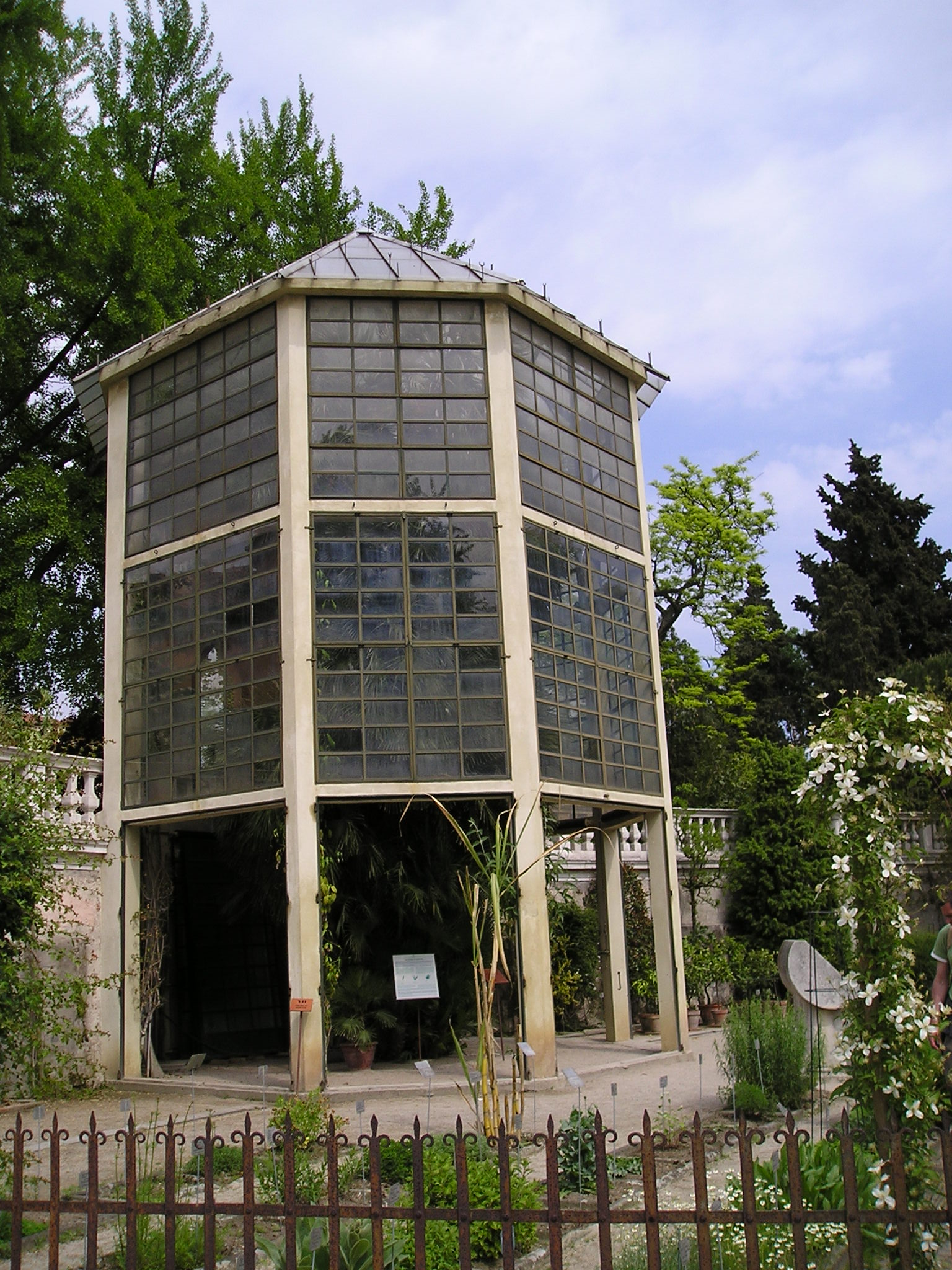
Goethe-palm

Tot 1984 bevond zich in de tuin een monnikspeper (Vitex agnus-castus) die op z'n laatst in 1550 geplant was. Sinds 1984 is de oudste plant een palm uit 1585 die de Goethe-palm wordt genoemd, omdat Goethe aan de palm refereerde in zijn essay Geschichte meines botanisches Studiums. Deze palm bevindt zich in een broeikas, de Ortus Sphaericus. In de tuin staan ook een oude Japanse notenboom en een magnolia uit het midden van de achttiende eeuw. Voor zover bekend zijn dit de oudste exemplaren in Europa. Een grote plataan in het arboretum dateert uit 1680 en heeft een holle stam wat is veroorzaakt door een blikseminslag. Ook is er in het arboretum een gedeelte van de stam met zichtbare jaarringen te vinden van een, in 1991 gestorven iep.

## Collecties
Door een tekort aan broeikassen zijn de meeste planten buiten te vinden. Er worden 6000 verschillende plantensoorten gecultiveerd en gerangschikt volgens taxonomische, ecologische en historische indelingen en gebruikerstoepassingen. De taxonomische indeling is vooral te vinden in de vier grootste, centrale bloembedden. Ze zijn geclassificeerd volgens de taxonomie van Adolf Engler gebaseerd op de fylogenetische relaties tussen de plantenfamilies. Elk plant is voorzien van een bordje met zijn wetenschappelijke naam en zijn belangrijkste fytotherapeutische eigenschappen. Een collectie van giftige planten is recent opgezet met een didactisch doel: vele giftige planten kunnen in kleine hoeveelheden worden gebruikt om ziektes te behandelen.
Speciale collecties van de botanische tuin zijn:
- Vleesetende planten
- Medicinale en giftige planten die het oorspronkelijke doel van de botanische tuin representeren.
- Planten van Colli Euganei en Tre Venezie: een representatieve collectie van planten van Colli Euganei en de omgeving van de botanische tuin
- Orchideeën
- Waterplanten
- Alpiene planten
- Planten uit het Middellandse Zeegebied

## Habitats
- Mediterrane maquis: bevat de typische vegetatie van de Middellandse Zeekusten die worden gekarakteriseerd door hete zomers en milde winters. Een ondoordringbaar struikgewas is samengesteld uit een dikke, groenblijvende onderlaag, bomen en klimplanten die vaak gedoornd zijn.
- Alpine tuin: een typische bergflora, die is aangelegd boven het bergbos. Deze tuin wordt gekarakteriseerd door paden van rotsige humus die bij elkaar worden gehouden door plantenwortels, struiken en kleine bomen als Pinus mugo en jeneverbes.
- Zoet water: hier worden waterplanten gekweekt in een aantal watertanks.
- Succulenten: een gereconstrueerde woestijnhabitat (in de lente en de zomer).
- Broeikassen met orchideeën: hete, vochtige microhabitats waarin tropische soorten kunnen worden gekweekt.